# Gifford (Carolina del Sud)
Gifford è un comune degli Stati Uniti, situato in Carolina del Sud, nella contea di Hampton.